# حزب ناسیونال سوسیالیست کارگران دانمارک
حزب ناسیونال سوسیالیست کارگران دانمارک (دانمارکی: Danmarks Nationalsocialistiske Arbejderparti؛ DNSAP) بزرگترین حزب نازی در دانمارک قبل و در طول جنگ جهانی دوم بود.
1. ↑  Kershaw 1998, pp. 164–65.